# Méléagre de Gadara
Pour les articles homonymes, voir Méléagre.
Méléagre de Gadara (en grec ancien Μελέαγρος / Meléagros), à ne pas confondre avec Méléagre, héros de la mythologie, est un poète grec né vers 140 av. J.-C. à Gadara dans la Jordanie actuelle, et mort vers 60 av. J.-C. à Cos. La vie de Méléagre de Gadara est mal connue. Il semble avoir grandi à Tyr avant de partir pour Cos où il reçut le droit de cité. 

## Œuvre
On connaît de Méléagre 132 poèmes, constitués majoritairement d'épigrammes sur les relations amoureuses, mais aussi de quelques épitaphes. La composition de son œuvre révèle ainsi une certaine virtuosité, tant par la diversité de ses inspirations que par la variatio dans l’écriture. Une partie de son œuvre est perdue : il semble qu'il ait aussi écrit des ouvrages philosophiques et des satires imitées de son concitoyen, le cynique Ménippe de Gadara.
La Couronne, elle aussi perdue, fut un modèle, de même que la source de nombreuses autres anthologies semblables, notamment l'Anthologie palatine et l'Anthologie de Planude, composées à l'époque médiévale et regroupées dans l'Anthologie grecque. C'est à partir de ces recueils que l'on peut imaginer à quoi ressemblait la Couronne de Méléagre.

## La Couronne de Méléagre
Vers 100 av. J.-C., Méléagre de Gadara publie la Couronne (Στέφανος / Stéphanos), un recueil de poésies : élégies, chansons, épigrammes connu sous le nom de Couronne de Méléagre. 
L'ouvrage monumental réunit des centains d'épigrammes de plus de quarante huit poètes et poétesses. Les auteurs, dont Méléagre, sont cités dans le poème liminaire, ou « proème ».
L'élégie qui sert d'introduction justifie le titre de l'ouvrage : le recueil est effectivement une « couronne tressée de poètes », ὑμνοθετᾶν στέφανον / humnothetãn stéphanon, chacun étant représenté par une fleur, un fruit ou une plante. 
La symbolique développée dans le poème liminaire est faite d'allusions, la rose représente Sappho, en allusion aux « roses de Piérie » de la poétesse , l’acanthe et ses piquants sont pour Archiloque et sa poésie iambique, pour Aratos, auteur des  poèmes sur les constellations, les Phénomènes, c'est la figure du palmier « qui s’élève jusqu’au ciel », pour Antipater, originaire de Sidon, le cyprus « phénicien », etc. 
Dans l'anthologie de la Couronne, les poèmes grecs les plus anciens remontent au VIIe siècle av. J.-C. pour aller jusqu'à l'époque contemporaine de Méléagre, soit les « jeunes pousses nouvellement écrites » (ἔρνεα νεόγραφα / érnea neógrapha), comprenant les « perce-neiges » (λευκόια / leukóia) de Méléagre lui-même.
Le noyau originaire qui constitue celle qu'on appelle aujourd'hui Anthologie grecque est précisément la Couronne de Méléagre, le recueil compilé par Méléagre de Gadara au Ier siècle av. J.C., où l'auteur dit avoir sélectionné des fleurs (les épigrammes) pour en faire une couronne. Cet ouvrage est le prototype de l'« anthologie », terme dont l'étymologie signifie justement « choix de fleurs », même si Méléagre n'a pas utilisé le mot « anthologie » dans sa Couronne.
Nous n’avons pas de témoignage sur la manière dont la Couronne de Méléagre a été accueillie par ses contemporains.
Ces petites poésies de circonstance, alternant le réalisme de descriptions d’objets familiers, la plaisanterie, la préciosité, les sentiments plus ou moins sincères, les flatteries, étaient dans le goût de l’époque.
Pindare, dans les Néméennes, a récusé le style de tressage de couronne en poésie, ne le jugeant pas assez noble. 
Les titre imagés et fleuris des anthologies grecques sont raillés par Pline dans la préface de son Histoire naturelle.